# Charlotte Casiraghi
Charlotte Marie Pomeline Casiraghi (Monte Carlo, 3 de agosto de 1986) é a filha da princesa Carolina de Mônaco e de seu segundo marido, Stefano Casiraghi. Seu tio materno é o atual príncipe soberano de Mônaco, Alberto II. Figura do jet set internacional, Charlotte Casiraghi atrai bastante a atenção dos paparazzi.
Embora não tenha o título formal de princesa de Mônaco, Charlotte ocupa o 11º lugar na linha de sucessão ao trono monegasco. Os seus avós maternos são o Príncipe Rainier III de Mônaco e a atriz estadunidense Grace Kelly.
Charlotte é a "embaixadora" equestre oficial da marca de moda Gucci.

## Família
Ela é nomeada em homenagem a sua bisavó materna, a Princesa Charlotte, Duquesa de Valentinois. Batizada em 20 de setembro de 1986, os seus padrinhos são Albina du Boisrouvray e o cunhado de Stefano Casiraghi, Massimo Bianchi.
Charlotte e seus dois irmãos Andrea e Pierre nasceram na cidade de Monte Carlo em Mônaco, o pequeno principado do Mediterrâneo governado por seu avô materno, o até então príncipe soberano Rainier III de Mônaco. 
Em outubro de 1990, quando ela tinha apenas quatro anos de idade, seu pai, o industrial italiano Stefano Casiraghi, sofreu um acidente de barco e faleceu. Perturbada, sua mãe, a princesa Caroline, levou os seus três filhos para longe de fotógrafos, isolando-se no vilarejo Midi na comuna francesa de Saint-Rémy-de-Provence, perto de Avinhão.
Em janeiro de 1999, ela ganhou um padrasto quando a sua mãe desposou o príncipe Ernst August V de Hanôver. Alguns meses depois, nasceu a sua meia-irmã, a princesa Alexandra de Hanôver, de quem se tornou madrinha de batismo. A família então se mudou para o subúrbio parisiense de Fontainebleau, para que Ernst ficasse perto dos filhos de seu primeiro casamento, que moram na cidade de Londres na Inglaterra.
Fernanda Casiraghi, avó paterna de Charlotte, desmentiu os boatos de que sua neta teria recebido uma ilha de herança, perto de Sardenha avaliada entre 7 e 9 milhões de dólares. Além disso, Charlotte tem uma boa relação com seus primos estadunidenses, da parte da avó Grace Kelly, e costuma passar uma semana de férias com eles.

## Educação
Das idades de dois a seis anos, Casiraghi frequentou a escola Les Dames de Saint Maur, em Mônaco. Enquanto vivia em Saint-Rémy-de-Provence, Charlotte foi aluna da École de la République.
Entre 1999 e 2004, em Fontainebleau, estudou no liceu François Couperin, onde teve seu ensino secundário e sua preparação para o Baccalauréat, qualificação acadêmica francesa, que concluiu com boas notas em julho de 2004.
Em seguida foi matriculada no liceu Fénelon em Paris para poder entrar para a Escola Normal Superior, mas não foi selecionada para proceder ao exame oral. Casiraghi estudou Filosofia na Universidade Paris-Sorbonne (Paris IV), uma das treze instituições autônomas da Universidade de Paris, mas não terminou o curso.
Casiraghi completou dois estágios, primeiro com a editora de Robert Laffont em Paris, e depois em outubro de 2007 com a revista Sunday do jornal The Independent de Londres.
Charlotte fala fluentemente francês, inglês, alemão e um pouco de italiano.

## Vida Pessoal e Filhos
Em 17 de dezembro de 2013, teve um filho, Raphaël Elmaleh, filho do seu então companheiro, o comediante Gad Emaleh.  Antes ela havia namorado por alguns anos Alex Dellal, filho da socialite brasileira Andrea Dellal. Quando era adolescente relacionou-se também com Felix Winckler, herdeiro belga, e com o barão austríaco Hubertus Herring Frankensdorf, o seu primeiro namorado público.
Em meados de julho de 2015, Charlotte terminou o seu relacionamento de quase quatro anos com Gad e em outubro de 2015 foi flagrada aos beijos com o produtor de cinema italiano Lamberto Sanfelice. 
Em março de 2018 Charlotte ficou noiva do cineasta Dimitri Rassam. Quando começaram o relacionamento, em março de 2016, Dimitri Rassam estava ainda casado com a sua primeira mulher, Masha Novoselova, com a qual tem uma filha, Darya, nascida em 2012.
Em abril de 2018 começaram os boatos de que Charlotte esperava o segundo filho, o primeiro com Dimitri, o que foi confirmado depois. O nascimento do bebê foi confirmado em 24 de outubro de 2018 através do Twitter da Fundação Princesa Grace. O bebê, Balthazar Rassam, nasceu no dia 23 de outubro de 2018.
Casou-se com Dimitri em 01 de Junho de 2019. Separaram-se em janeiro de 2024.

## Vida Pública e Carreira
Charlotte queria ser vista como uma amazona profissional, ao invés de uma socialite. Entretanto, tal sonho deixou de existir quando ela começou a frequentar festas e eventos da alta sociedade e desfiles de moda. Ocasionalmente, participa de eventos oficiais em Mônaco, como uma festa de arrecadação de fundos para a AMADE World e a fundação de Nelson Mandela em setembro de 2007.
Em 2006, ela fez sua estréia no Rose Ball de Mônaco, que também arrecada dinheiro para a Fundação Princess Grace. Em junho de 2009, Casiraghi, acompanhada por seu tio Albert II, Príncipe de Mônaco, apareceu no programa de televisão francês Essa foi sua primeira experiência de falar em público.
Em 2015, Charlotte fundou 'Les Rencontres Philosophiques de Monaco (Os encontros filosóficos em Mônaco em português), seus co-fundadores incluem seu professor em Fontainebleau, o filósofo Robert Maggiori. Eles discutem questões contemporâneas e novas publicações no campo da filosofia. Sua mãe está entre os muitos membros honorários do grupo.
Charlotte escreveu o prefácio de um livro publicado em 2017 pela psicanalista Julia Kristeva, intitulado L'érotisme maternel et et son sens aujourd'hui - Les… Em março de 2018, Casiraghi e Maggiori publicaram seu livro intitulado "Archipel des Passions"  É uma série de diálogos entre o professor e o aluna refletindo sobre as várias paixões, como a arrogância, alegria, crueldade, amor.

### Carreira Equestre
Casiraghi desde cedo praticou saltos de obstáculo Participou de várias competições. Seu ex-treinador de equitação, Thierry Rozier, disse uma vez à revista Newsweek que  Charlotte e o cavalo baía chamado GI Joe,  participaram do 2009 Global Champions Tour, em Valência, Espanha, em Monte Carlo, Cannes, Estoril, Rio de Janeiro, e Valkenswaard. Casiraghi continuou a participação no Global Champions Tour ao longo de 2010. Na maior parte, ela competia com os cavalos cavalos TROY (garanhão castanho) e TINTERO, (um cavalo castrado cinza). 2015 foi realmente o último ano em que Charlotte participou de várias fases do campeonato global. Depois desse ano, ela reduziu sua participação apenas para a fase de Mônaco.
Em 2012, Charlotte foi criticada por cometer apropriação cultural, ao usar vestimenta típica dos índios nativos americanos da marca Gucci, acusada de demonstrar ignorância em relação à história e cultura tribal.

### Moda e Jornalismo
Casiraghi trabalhou brevemente como escritora e editora de revistas. Seus créditos incluem o trabalho para a revista AnOther (edição de janeiro de 2008) e o suplemento de domingo para o jornal britânico The Independent nos últimos meses de 2007. Ela editou a revista Above em 2009, enquanto trabalhava para o periódico, fez amizade com Stella McCartney, Deixou a função, a fim de concentrar-se na fundação da Ever Manifesto ecológico, relacionado à moda. e Stella McCartney  foi entrevistada para o primeiro número da revista. McCartney esclareceu Casiraghi e os leitores como a indústria da moda pode prejudicar o ecossistema. As 3 000 cópias edição de estreia do Ever Manifesto foi distribuída gratuitamente na boutique de 10 Corso  durante a Semana de Fashion week de Milão e novamente  em Paris durante a Paris Fashion Week. Suas colaboradoras com o projeto foram as socialites Alexia Niedzielski e Elizabeth von Guttman.
Casiraghi contribuiu para a edição de 20 de outubro de 2009, o jornal gratuito da galeria de seu ex namorado, Alex Dellal.
Em 2006, a revista americana Vanity Fair colocou Casiraghi, que usa roupas da Chanel e da Alberta Ferretti, na lista internacional das mulheres mais bem vestidas.  Casiraghi apareceu na capa da  Vogue Paris  setembro de 2011.

## Publicações
Archipel des Passions  (Arquipélago das paixões em tradução livre),  por Charlotte Casiraghi e Robert Maggiori, Publlicado por Éditions du Seuil, 1 Março de 2018.